# Пасош Бугарске
Пасош Бугарске је јавна путна исправа која се држављанину Бугарске издаје за путовање и боравак у иностранству, као и за повратак у земљу. За време боравка у иностранству, путна исправа служи њеном имаоцу за доказивање идентитета и као доказ о држављанству Бугарске.
За време боравка у иностранству, путна исправа служи њеном имаоцу за доказивање идентитета и као доказ о држављанству Бугарске.

## Језици
Пасош је исписан бугарским и енглеским језиком као и личне информације носиоца.

## Изглед
Бугарски пасош је уобичајеног ЕУ дизајна, бордо боје, са бугарским грбом утиснутим у средини предње корице. Текст "Европейски съюз" (бугарски) / "European Union" (енглески), званични дуги назив земље "Република България" (бугарски) и енглески облик "Republic of Bulgaria" исписани су великим словима изнад грба, са речју "паспорт" (бугарски) / "passport" (енглески) испод. Издаје се на период од пет или десет година, а садржи 32 или 48 страница.

### Страница за идентификацију
- Слика носиоца пасоша
- Укуцајте ("P" за пасош)
- Државни позивни број
- Серијски број пасоша
- Презиме и име носиоца пасоша
- Држављанство
- Датум рођења (дд / мм / гггг)
- Пол (M за мушкарце или F за жене)
- Место рођења
- Датум издавања (ДД. ММ. ГГГГ)
- Потпис носиоца пасоша
- Датум истека (ДД. ММ. ГГГГ)